# Andrija Simović
Andrija Simović (11 de marzo de 1995, nacido en Belgrado), es un baloncestista de nacionalidad serbia que juega en la posición de ala-pívot en las filas del Iraurgi Saski Baloia. 

## Carrera deportiva
Es un ala-pívot formado en la cantera del KK Mega Vizura y pasaría por varios equipos de su país, entre ellos el Vrsac Swisslion. El jugador atesora una importante experiencia al haber sido internacional en las categorías inferiores de Serbia.
En verano de 2016, firma con el Club Baloncesto Peñas Huesca de LEB Oro, el ala-pívot llegaría procedente de su país, e incorporándose a la disciplina del Magia Huesca de la LEB Oro para cubrir la baja que el holandés Olaf Schaftenar que dejó el conjunto oscense antes de empezar la temporada.
En la temporada 2017-18, el ala-pívot serbio se convertiría en el primer fichaje del Sammic ISB.